# Петровское (Волоколамский район)
Петро́вское — деревня в Волоколамском районе Московской области России. Относится к Ярополецкому сельскому поселению, до реформы 2006 года относилась к Ярополецкому сельскому округу.

## Население
| 1852 | 1859 | 1926 | 2002 | 2006 | 2010 | 2013 |
| ---- | ---- | ---- | ---- | ---- | ---- | ---- |
| 329  | ↘249 | ↘235 | ↘35  | ↘13  | ↗31  | ↗38  |
| 2014 | 2015 | 2016 |      |      |      |      |
| ↘36  | ↗43  | ↘41  |      |      |      |      |

## Расположение
Деревня Петровское расположена у автодороги Р107 примерно в 18 км к северо-западу от центра города Волоколамска, на левом берегу реки Колпяны (бассейн Иваньковского водохранилища). Ближайшие населённые пункты — деревни Ревино и Ханево. Автобусное сообщение с райцентрами — городом Волоколамском и пгт Лотошино.

## Исторические сведения
В «Списке населённых мест» 1862 года Петровское — владельческая деревня 1-го стана Волоколамского уезда Московской губернии по правую сторону Московского тракта от границы Зубцовского уезда на город Волоколамск, в 21 версте от уездного города, при реке Колпянке, с 25 дворами и 249 жителями (125 мужчин, 124 женщины).
По данным на 1890 год входила в состав Яропольской волости Волоколамского уезда, число душ мужского пола составляло 124 человек.
В 1913 году — 41 двор.
По материалам Всесоюзной переписи населения 1926 года — центр сельсовета, проживало 235 жителей (114 мужчин, 121 женщина), насчитывалось 47 крестьянских хозяйств, имелась школа.
С 1929 года — населённый пункт в составе Волоколамского района Московской области.